# Alexandria (Alabama)
Alexandria es un lugar designado por el censo ubicado en el condado de Calhoun en el estado estadounidense de Alabama. En el año 2000 tenía una población de 3692 habitantes y una densidad poblacional de 128,6 personas por km².[cita requerida]

## Demografía
En el 2000[cita requerida] la renta per cápita promedia de los hogares de Alexandria era de $40 761 y el ingreso promedio de una familia era de $44 953. El ingreso per cápita de la localidad era de $18 313. Los hombres tenían un ingreso per cápita de $32 554 y las mujeres de $22 754.

## Geografía
Alexandria se encuentra ubicado en las coordenadas 33°45′57″N 85°53′3″O / 33.76583, -85.88417. Según la Oficina del Censo, la localidad tiene un área de 28,74 km² (11,1 mi²), toda ella de tierra firme.